# Stazione di Savona Letimbro
Stazione di Savona Letimbro 1977-ben bezárt vasútállomás Olaszországban, Savona településen.

## Vasútvonalak
Az állomást az alábbi vasútvonalak érintették:
- Genova–Ventimiglia-vasútvonal
- Torino-Fossano-Savona-vasútvonal

## Kapcsolódó állomások
A vasútállomáshoz az alábbi állomások vannak a legközelebb:
- Stazione di Savona Parco Doria
- Stazione di Albisola Capo
- Stazione di Maschio
- Stazione di Santuario